# Lorenz Kaim
Lorenz Kaim  (* 20. März 1813 in Kronach; † 15. November 1885 ebenda) war ein deutscher Maler, Restaurator und Zeichenlehrer.

## Leben und Schaffen
Kaim war das sechste Kind des aus Teuschnitz stammenden Schneidermeisters Heinrich Kaim, der 1799 das Bürgerrecht von Kronach erhalten hatte, und der Schneidertochter Katharina Kaim, geb. Hemmerlein. Er erlernte zunächst in Bamberg das Maurerhandwerk bei Meister Leidl und besuchte die städtische Zeichenschule unter Martin von Reider. 1830 bis 1838 studierte er an der Akademie der Bildenden Künste München. Anschließend kehrte er in seine Geburtsstadt Kronach zurück. Dort heiratete er die Münchnerin Franziska, geb. Bach.
Kaim war als Kunstmaler (Ölbilder, Aquarelle) und Restaurator tätig. Er leitete die von 1846 bis zu seinem Tod existierende Volkszeichnungsschule in Kronach, zu deren Besuch die Handwerkslehrlinge verpflichtet waren. Zudem unterrichtete er von 1879 bis 1885 als Hilfslehrer für Zeichnen an der neu eröffneten königlichen Realschule in Kronach und parallel dazu von 1880 bis 1885 als Zeichenlehrer an der Präparandenschule.
Kaim starb 1885 im Alter von 72 Jahren in Kronach und wurde auf dem dortigen Friedhof begraben.
1886 veranstaltete die Kronacher Realschule eine Ausstellung des künstlerischen Nachlasses von Kaim und eine anschließende Versteigerung seiner noch im Besitz der Witwe befindlichen Werke. 1936 fand eine ihm gewidmete Ausstellung in Kronach statt. Anlässlich seines 200. Geburtstages organisierten die Stadt Kronach und die Bürgerstiftung „Historisches Kronach“ 2014 eine Sonderausstellung unter dem Titel „Lorenz Kaim – Ein Maler und seine Stadt“, bei der rund 100 seiner Arbeiten in der Festung Rosenberg gezeigt wurden.
1983 wurde die Lorenz-Kaim-Schule nach ihm benannt, eine Berufsschule in Kronach. Außerdem erinnert dort die Lorenz-Kaim-Straße an ihn.

## Werke (Auswahl)
- 1837: Kronacher Schwedensturm
- 1842: Stadtbild, Kronach

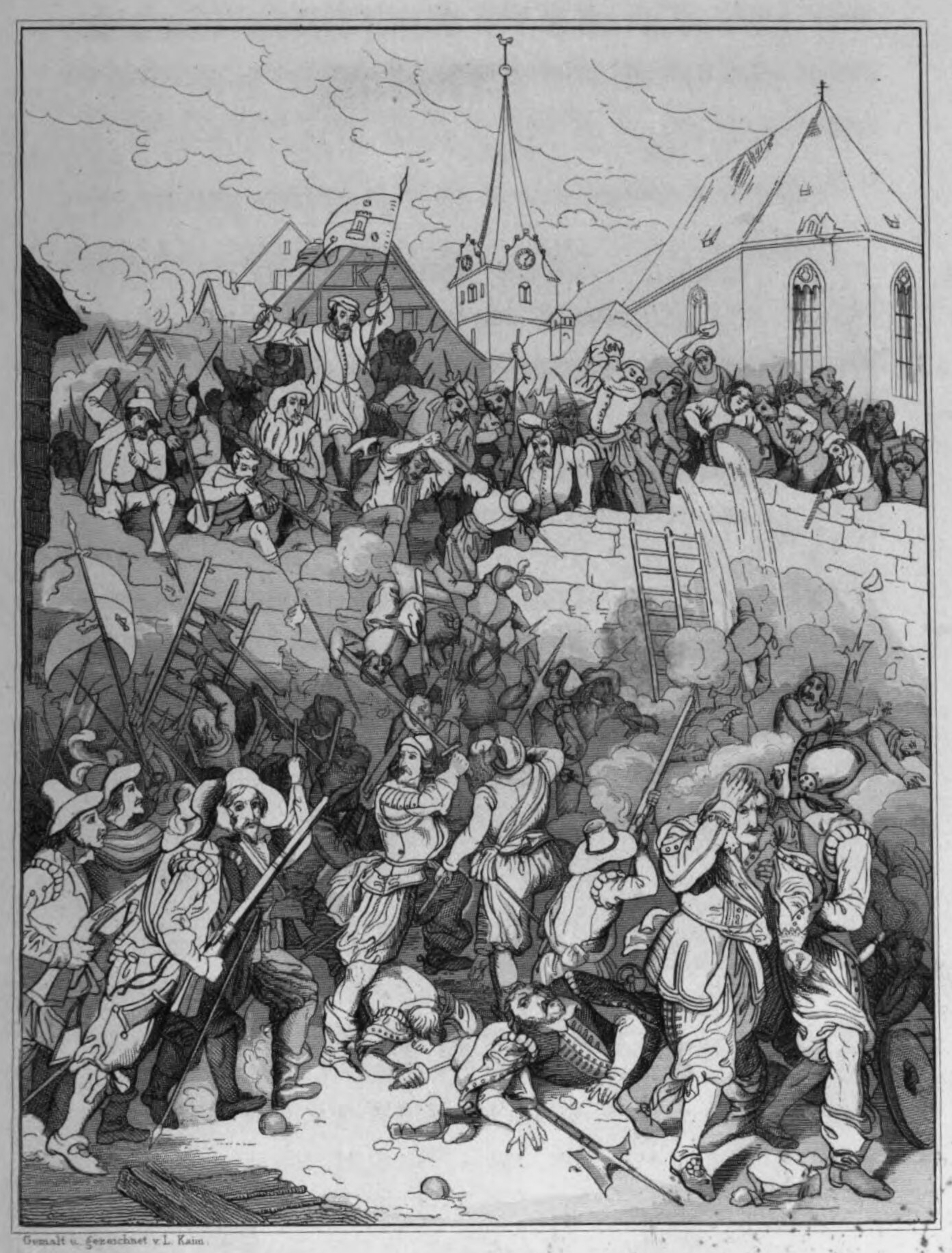
Stahlstich Bestürmung Cronachs […] nach dem Gemälde Kronacher Schwedensturm von Lorenz Kaim

- 1845: Altarblatt Kreuzkapelle, Kronach
- 1855: Bildnis eines Zielers der Schützengesellschaft, Schießhaus Kronach
- 1860: Bildnis König Ludwig I. und Max II
- 1860: Kreuzwegfolge nach Führich in St. Gangolf in Bamberg (Signatur „L. Kaim pinxit 1860“)
- 1864: Kreuzwegfolge nach Führich in Pfarrkirche Kronach
- 1872: Bildnis Ludwig II.
- Selbstporträt des Lorenz Kaim[7]
- Altarbilder in Scheßlitz und Coburg
- Ölbildnisse von Kronacher Bürgerfamilien

## Arbeiten als Restaurator (Auswahl)
- 1843: Bilder im Kronacher Rathaus
- 1852: Marienbild der Salvatorkapelle vor Hollfeld
- Künsbergsche Ahnenbilder in Oberlangenstadt